# سفارة سويسرا في النمسا
سفارة سويسرا في النمسا هي أرفع تمثيل دبلوماسي لدولة سويسرا لدى النمسا. تقع السفارة في فيينا وهي تهدف لتعزيز المصالح السويسرية في النمسا.

## وصلات خارجية
- قائمة سفارات سويسرا
- قائمة السفارات في النمسا